# Eduardo Dussek
Eduardo Gabor Dusek, ou os nomes artísticos de Eduardo Dussek e Duardo Dusek (Rio de Janeiro, 1 de janeiro de 1954), é um ator, cantor, compositor e pianista brasileiro.

## Biografia
Filho de mãe húngara e pai tcheco, nasceu na Rua Santa Clara, em Copacabana. Quando a família de artistas se viu em dificuldades financeiras, os pais e os quatro filhos (Eduardo, Vera, Marcelo e André) se mudaram para um sobrado modesto no Alto da Boa Vista. Começou a tocar piano por influência do pai, Milan, e compôs sua primeira marchinha aos 9 anos — “Baianinha”, inspirada em Carmen Miranda.
Começou a carreira artística como pianista de peças de teatro aos quinze anos, quando estudava na Escola Nacional de Música. Em 1973, ele foi escalado como pianista na peça “Desgraças de uma criança”, que trazia no elenco Marieta Severo, Marco Nanini e Wolf Maia. No ano seguinte, passou a se apresentar em shows-solo com o nome artístico Duardo Dusek. Mais tarde, passou a compor suas próprias canções e montou uma banda, que acabou apadrinhada por Gilberto Gil.
No final de 1977, entrou nos estúdios da RCA Victor com Nelson Motta para gravar um compacto, que teve no lado A “Não tem perigo” (Dussek / Cássio Ferrer) e no lado B “Apelo da raça” (Dussek / Luiz Antônio de Cássio).
A partir de 1978, já tinha algumas composições gravadas por nomes de peso da MPB, como As Frenéticas (o samba "Vesúvio"), Ney Matogrosso (o fox "Seu Tipo") e Maria Alcina (o frevo "Folia no Matagal", dois anos depois regravada por Ney Matogrosso) - todas em parceria com Luiz Carlos Góes.
Suas composições buscavam aliar sátira e bom humor. Em 1980, participou do festival MPB Shell da Rede Globo cantando apenas de cueca a debochada canção "Nostradamus", que não se classificou mas ficou conhecida pelo público. Nessa época, gravou o primeiro LP, Olhar Brasileiro. Mas o sucesso viria em 1982, quando flertou com o ainda incipiente pop rock, no LP Cantando no Banheiro, com "Barrados no Baile" (com Luiz Carlos Góes), "Cabelos Negros" (Com Luiz Antonio de Cássio) e "Rock da Cachorra" (Léo Jaime).
Dois anos depois, notabilizou-se com o LP Brega Chique, cuja faixa-título, mais conhecida como "Doméstica", fazia uma sátira social, bem no clima do teatro besteirol da época. Com o grande sucesso, foi uma das atrações do primeiro Rock in Rio, em 1985.
Em 1986, lançou Dusek Na Sua, com "Aventura" e "Eu Velejava em Você", uma das mais tocantes músicas da MPB, depois regravada por Zizi Possi.
Fez composições para novelas com destaques em 1988 por "Amor E Bombas" (da novela Bebê a Bordo),
1989 "Que Rei Sou Eu?" (Com Luni) (da novela homônima). Em 1989, voltou à cena com o musical Loja de Horrores, em que atuava no papel de dentista.
Em 1994, voltou às rádios com “Happy Hour”, que entrou na trilha da novela A Próxima Vítima, da TV Globo.
Nos anos 1990, afastado da função de cantor, interpretou o personagem Capitão-Mor Gonçalo na novela Xica da Silva, da extinta Rede Manchete. Atuou como diretor de espetáculos e, no fim da década, voltou a apresentar alguns trabalhos como humorista e cantor, um deles sobre Carmen Miranda.
Em 2000, por questões de numerologia e também com o objetivo de provocar a pronúncia correta de seu nome, passou a atuar com o nome artístico de Eduardo Dussek, adicionando mais um "s" ao seu sobrenome.
Em 2015, revelou que sofre do mal de Parkinson. No mesmo ano, interpretou o playboy falido Armandinho na novela I Love Paraisópolis, da TV Globo.
Nos últimos anos, passou a se dedicar à pintura.

## Discografia
Álbuns
- 1978 - Não Tem Perigo / Apelo da Raça (Compacto)
- 1981 - Olhar Brasileiro
- 1982 - Cantando no Banheiro
- 1984 - Brega Chique
- 1986 - Dusek Na Sua
- 1991 - Contatos
- 2000 - Adeus Batucada. Eduardo Dussek sings Carmen Miranda
- 2009 - O tao de Dussek
- 2011 - É show

Participacões
- 1986 - Álbum Abra Seus Olhos -  Erasmo Carlos
- 1991 - Songbook Noel Rosa
- 1992 - Songbook Gilberto Gil
- 1994 - Apocalipse Elegante
- 1994 - Songbook Dorival Caymmi
- 1996 - Songbook Tom Jobim
- 1997 - Tributo a Dalva de Oliveira
- 1997 - Songbook Djavan
- 1998 - Balaio do Sampaio
- 1999 - Songbook João Donato
- 1999 - Songbook Chico Buarque

DVD
- 2011 - Eduardo Dussek É Show

### Maiores sucessos
- 1975 - "Ela Não Sabia Nada (Piccadilly Rock)"
- 1980 - "Nostradamus"
- 1982 - "Rock da Cachorra" - compositor: Leo Jaime
- 1982 - "Barrados No Baile"
- 1983 - "Cabelos Negros"
- 1984 - "Brega-Chique (O Vento Levou Black)"
- 1984 - "Maldito Dinheiro"
- 1984 - "Lua My Love", tema da novela Vereda Tropical
- 1985 - "Folia no Matagal"
- 1986 - "Aventura"
- 1986 - "Eu Velejava em Você"
- 1986 - "A índia e o Traficante"
- 1986 - "Lincharam o Viajante Espacial"
- 1987 - "Nem Tanto Tempo Assim" (da novela Sassaricando)
- 1988 - "Castigo"
- 1988 - "Amor E Bombas" (da novela Bebê a Bordo)
- 1989 - "Que Rei Sou Eu?" (Com Luni) (da novela homônima)
- 1989 - "Sou Eu" (da novela O Sexo dos Anjos)
- 1989 - "Estou Gamada em Você" (composta para Mara Maravilha)
- 1995 - "Happy Hour" (da novela A Próxima Vítima)
- 1996 - "Encontro Das Águas"
- 2001 - "Alô Alô Brasil" (da novela As Filhas da Mãe)
- 2003 - "Tá-Hí" (da novela Chocolate com Pimenta)
- 2007 - "Gula"
- 2007 - "Tamanho Não É Documento" (da novela Desejo Proibido)
- 2011 - "Me Segura" (da novela Fina Estampa)

## Trabalhos na televisão
| Ano  | Título                   | Personagem                                    |                                          |
| ---- | ------------------------ | --------------------------------------------- | ---------------------------------------- |
| 1983 | Plunct, Plact, Zuuum     | Mestre da Matemática                          |                                          |
| 1991 | Floradas na Serra        | Bruno                                         |                                          |
| 1996 | Xica da Silva            | Capitão-Mor Emanuel Gonçalo                   |                                          |
| 1998 | Caça Talentos            | Mago Epaminondas                              | Episódios Lendas e Cascatas Brasileiras  |
| 1999 | Você Decide              |                                               | Episódio: "Numa Sexta-Feira 13, Parte 2" |
| 2001 | As Filhas da Mãe         | Ele mesmo                                     |                                          |
| 2004 | Celebridade              | Ele mesmo                                     |                                          |
| 2005 | A Lua Me Disse           | Caricato                                      |                                          |
| 2005 | Sob Nova Direção         | Ele mesmo                                     |                                          |
| 2006 | Bang Bang                | Príncipe Von Kristoff                         |                                          |
| 2007 | Toma Lá, Dá Cá           | Apresentador do reality show Além das Panelas | Episódio: "Nem Tudo é Realidade"         |
| 2007 | Sítio do Picapau Amarelo | Barão de Münchhausen                          |                                          |
| 2010 | A Vida Alheia            | Gevalí Neiva                                  |                                          |
| 2010 | Ti Ti Ti                 | Ele mesmo                                     |                                          |
| 2015 | I Love Paraisópolis      | Armando Prado (Armandinho)                    |                                          |

## Trabalhos no cinema
- 2005 - Bens confiscados - Miklos[16]
- 2010 - Federal - Beque Batista
- 2012 - Os Penetras - Hélinho Azambuja

## Ligação externas
- Eduardo Dussek no Facebook
- Canal de Eduardo Dussek no YouTube